# Arethusza

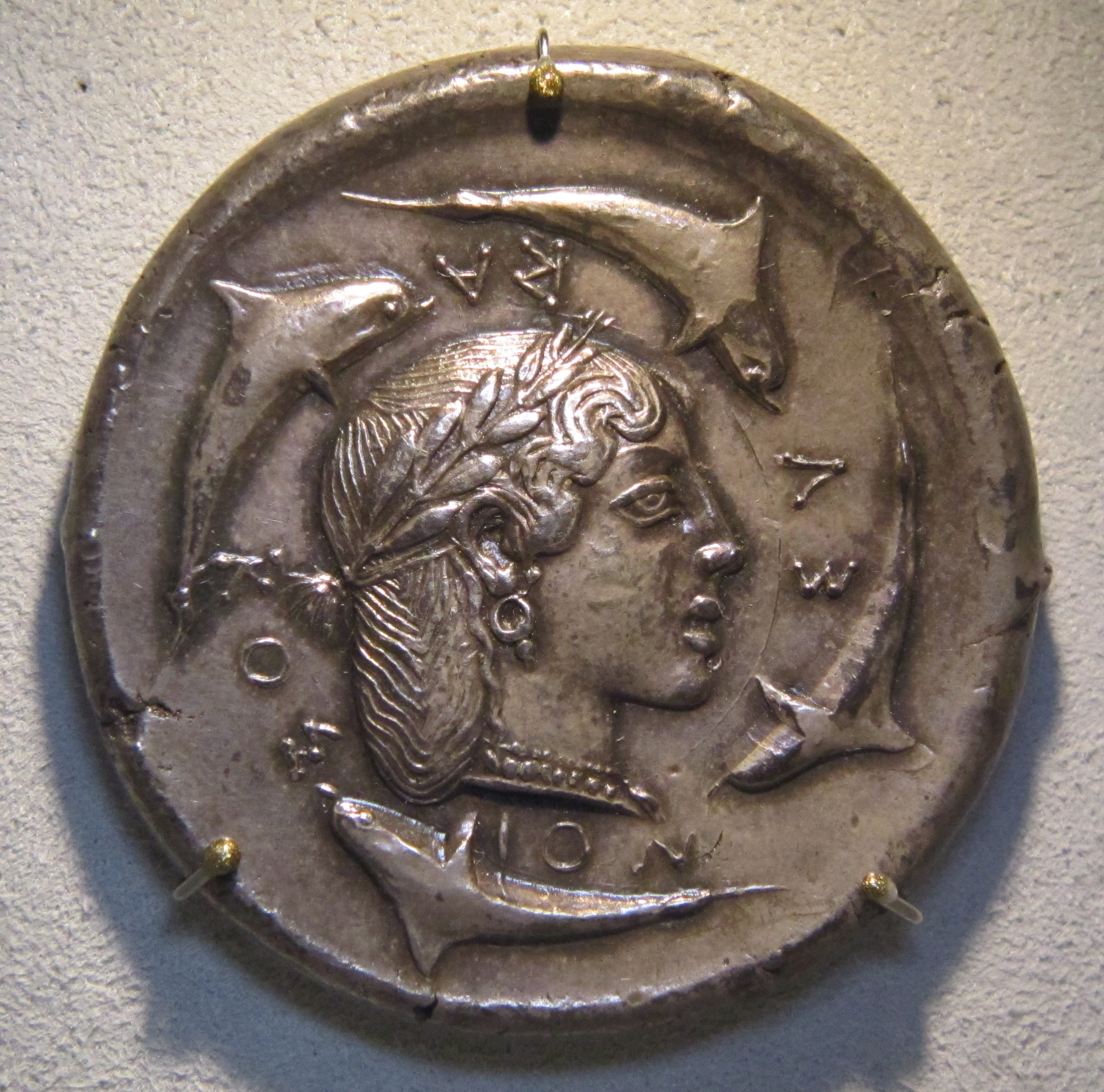
Arethusza ábrázolása szürakuszai ezüst deakadrachma (10 drachma) pénzérmén. Korai változat, átmérőjeː 39 mm.

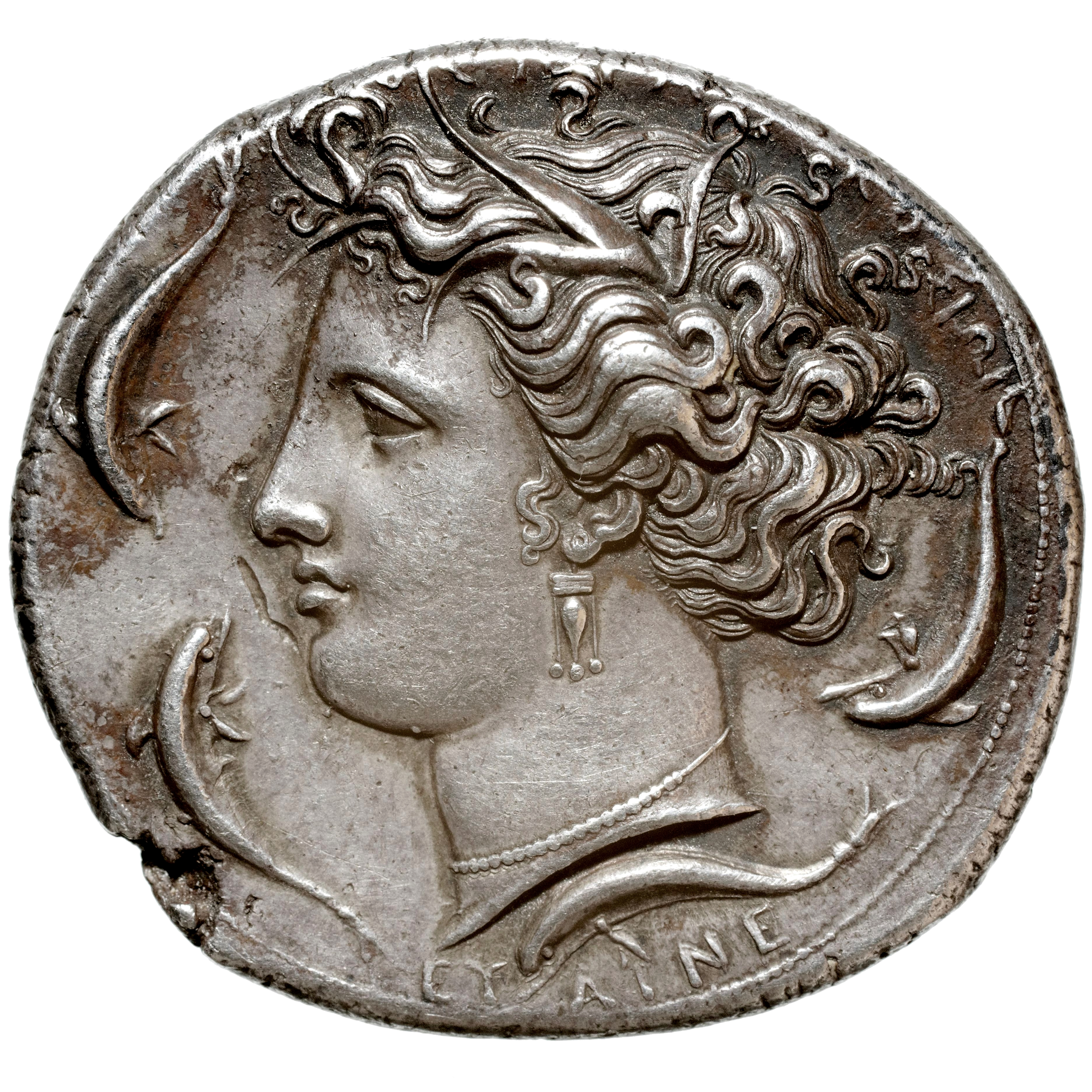
Arethusza ábrázolása szürakuszai ezüst deakadrachma (10 drachma) pénzérmén. Klasszikus változat, átmérőjeː 39 mm.

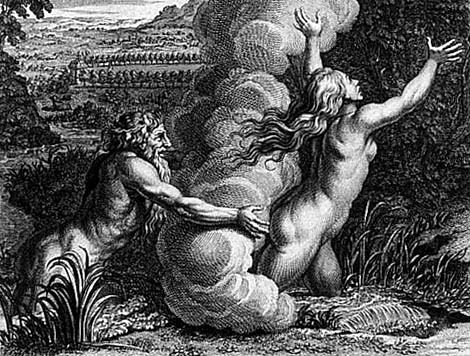
A menekülő Arethusza.

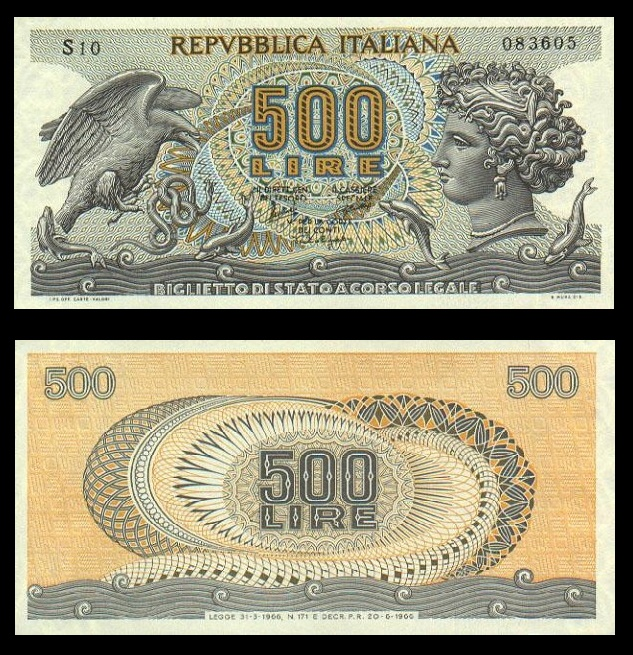
Arethusza portréja az 1966-1975 között kibocsátott olasz 500 lírás előoldalán.

Arethusza, a „patakzó” görög mitológiai alak, néreisz (Néreusz tengeristen leánya), Artemisz kísérője. Arethusza Ortügia szigetére menekült kérője, Alpheiosz folyamisten szerelmi ostroma elől, majd Artemisz segítségét kérte, aki ott a nimfát forrássá változtatta. Alpheiosz maga is folyammá alakult és a föld mélyebb rétegein, a tenger alatt átfolyva a szigeten utolérte üldözött szerelmét, és vizeik egyesültek. Történetüket Ovidius Átváltozások című verssorozatában olvashatjuk.
Arethusza más források szerint a boldogság kertjében Héra aranyalmáinak őrzője, egy heszperisz.

## Érdekességek
- Arethusza alakja megjelenik néhány i. e. 510-390 között vert érmén: fiatal lányként ábrázolják, hálóval a haján, delfinekkel a feje körül.[1] Továbbá a görög 50 drahmás bankjegy előoldalán is az ő képe volt látható.[2]
- Arethusa forrás Ortügia szigetén Szicíliában.
- Arethusa egy orchidea fajta, más nevén sárkányszáj.
- Arethusa titkosítási rendszer a Cryptonomicon című novellában.
- 95 Arethusa aszteroida